# Oblats dels Sants Ambròs i Carles
Els Oblats dels Sants Ambròs i Carles, en llatí Congregatio Oblatorum Sanctorum Ambrosii et Caroli, són una associació de sacerdots seculars i laics de l'arxidiòcesi de Milà. Els seus membres posposen al seu nom les sigles O.SS.C.A.

## Història
La congregació fou fundada a Milà per l'arquebisbe Carlo Borromeo el 1578, tot i que havia pensat a fer-ho des del 1570. La formaven sacerdots diocesans que feien dos vots: d'obediència al bisbe milanès i de romandre a l'institut. No feien vot de pobresa ni havien de viure en comunitat: no eren, per tant, un institut de vida consagrada.
Era un cos de voluntaris a disposició del bisbe, ben formats i disposats a assumir tasques com les missions de predicació popular i direcció de seminaris. L'oblació (lliurament) que els sacerdots feien d'ells mateixos al bisbe va originar el nom de l'institut, que fou fundat com d'Oblats de Sant Ambròs, patró de la ciutat. Només en 1611 el cardenal Federigo Borromeo va afegir al nom el del ja canonitzat fundador, passant a ésser Oblats dels Sants Ambròs i Carles. La seu era l'església de San Sepolcro de Milà, fins que en 1928 es traslladà a l'actual de la Via Settala.
Borromeo s'inspirà a l'Oratori de Sant Felip Neri de Roma. Les constitucions dels oblats foren redactades per Agostino Valier i el barnabita Carlo Bascapè. Després de dos anys de prova, foren examinades per una comissió de la que formaven part Felip Neri i Fèlix de Cantalice; la regla fou aprovada el 13 de setembre de 1581. En l'espiritualitat foren molt influïts pels jesuïtes.
Foren suprimits per Napoleó Bonaparte el 1810; hi hagué intents de restaurar-los, però el cardenal Carlo Gaetano Gaisruck hi va posar obstacles i només foren restaurats en 1854 per Carlo Bartolomeo Romilli.

## Activitat i difusió
Avui, la congregació està formada per quatre "famílies" o grups:
- els Oblats Missioners de Rho, fundats el 1714 per Giorgio Maria Martinelli i dedicats a la predicació a retirs, als exercicis espirituals i a les missions populars. En formaren part Angelo Ramazzotti i Eugenio Tosi, cardenals, i el bisbe Ernesto Piovella.
- Els Oblats Vicaris, fundats el 1875 per proveir rectors a les parròquies i dirigir els santuaris diocesans. Foren aprovats per Andrea Carlo Ferrari el 24 de gener de 1908.
- Els Oblats Diocesans, sacerdots, dedicats a tasques pastorals, parroquials, ensenyament, etc. El cardenal Alfredo Ildefonso Schuster els confià en 1931 la direcció dels seminaris i col·legis diocesans. El futur papa Giovan Battista Montini els reformà en 1956.
- Els Oblats Laics o Oblatini, fundats en 1932 per l'arquebisbe Schuster. Són laics que emeten vots temporals de castedat i obediència. Feien tasques de servei (administratiu, infermeria, tècnic, etc.) a seminaris i instituts, però també col·laboren en obres missioneres.

El 1980 hi havia 17 Missioners de Rho, 24 vicaris, 160 diocesans i uns 60 laics, tots a l'arxidiòcesi de Milà.